# Justinian Jessup
Justinian Jessup (Longmont, Colorado; 23 de mayo de 1998) es un baloncestista estadounidense que pertenece a la plantilla del ratiopharm Ulm de la Basketball Bundesliga. Con 2,01 metros de estatura, juega en la posición de escolta.

## Trayectoria deportiva

### Universidad
Jugó cuatro temporadas con los Broncos de la Universidad Estatal de Boise, en las que promedió 12,3 puntos, 4,1 rebotes, 2,0 asistencias y 1,2 robos de balón por partido. El 4 de febrero de 2020 batió el récord histórico de la Mountain West Conference de triples anotados durante una carrera, al superar los 296 que hasta ese momento tenía Jimmer Fredette de los BYU Cougars desde 2011.
Fue incluido en el tercer mejor quinteto de la conferencia en 2019 y en el segundo la temporada siguiente.

#### Estadísticas
| Año     | Equipo      | PJ  | PT  | MPP  | %TC  | %3P  | %TL  | RPP | APP | ROB | TPP | PPP  |
| ------- | ----------- | --- | --- | ---- | ---- | ---- | ---- | --- | --- | --- | --- | ---- |
| 2016–17 | Boise State | 32  | 31  | 23.6 | .377 | .355 | .767 | 2.8 | 1.4 | 1.0 | .3  | 7.4  |
| 2017–18 | Boise State | 32  | 25  | 29.5 | .465 | .457 | .795 | 4.7 | 1.8 | 1.3 | .6  | 11.6 |
| 2018–19 | Boise State | 33  | 32  | 35.5 | .445 | .410 | .731 | 4.5 | 2.7 | 1.1 | .5  | 14.0 |
| 2019–20 | Boise State | 32  | 32  | 36.0 | .426 | .397 | .959 | 4.4 | 2.1 | 1.4 | .5  | 16.0 |
| Total   | Total       | 129 | 120 | 31.2 | .432 | .408 | .831 | 4.1 | 2.0 | 1.2 | .5  | 12.3 |

### Profesional
El 28 de agosto de 2020 firmó contrato con The Hawks de la NBL Australia, dentro de un programa de la liga australiana de atraer jugadores principalmente estadounidenses que, o bien den el salto directamente del instituto al draft de la NBA y necesitan un año de transición, o bien jugadores con proyección pero que no alcanzan los puestos altos del draft.
El 18 de noviembre fue elegido en la quincuagésimo primera posición del Draft de la NBA de 2020 por los Golden State Warriors.
El 27 de julio de 2022, firma por el Casademont Zaragoza de la Liga Endesa.
El 25 de julio de 2023, firma por los New Zealand Breakers de la NBL australiana.
El 10 de marzo de 2024 firmó con ratiopharm Ulm de la Basketball Bundesliga.